# Черепаново (Салаватський район)
Черепа́ново (рос. Черепаново, башк. Черепанов) — присілок у складі Салаватського району Башкортостану, Росія. Входить до складу Малоязівської сільської ради.
Населення — 54 особи (2010; 74 в 2002).
Національний склад:
- татари — 81 %